# Cranc de pinces roges
El cranc de pinces roges (Parasesarma bidens) és una espècie de crustaci decàpode de la família dels gràpsids. És un cranc molt comú als estuaris del Japó, Tailàndia, Singapur, Hong Kong i Corea del Sud. Esta espècie és molt popular perquè és utilitzada pels aficionats als aquaris ornamentals.

## Característiques
Arriba a l'etapa adulta en vuit mesos i té una vida mitjana d'entre dos i quatre anys. El diàmetre del seu cos està entre 2 i 4 cm i la seua coloració va des del roig fosc fins al marró vermellejat també fosc exceptuant les seues pinces que tenen un color roig brillant que li dona el seu nom comú. La diferenciació sexual és molt fàcil, ja que les femelles presenten unes pinces molt més menudes i allargades que els mascles.

## Història natural
És un cranc que fa una vida amfíbia passant la majoria de la vida completament submergit a aigües salobres. És omnívor carronyaire que menja pràcticament qualsevol cosa que cau a les seues pinces, si bé una dieta que barreja plantes i animals dona un major creixement i millor salut de l'animal.
La seua reproducció en captivitat és molt complicada a causa del fet que la femella transporta els ous al seu abdomen durant tres setmanes buscant aigües salades-salobres on els ous es desclouen amb unes condicions molt específiques, per la qual cosa quasi el 100% dels exemplars utilitzats per aquaròfils són exemplars capturats al seu hàbitat natural, ja que la seua cria és molt cara i poc viable econòmicament.